# ICC Cricket World Cup Qualifier Play-off 2023
Das ICC Cricket World Cup Qualifier Play-off 2023 war ein Cricket-Wettbewerb der im One-Day International-Format zwischen dem 26. März und 5. April 2023 in Namibia ausgetragen wurde und als Qualifikation für den ICC Cricket World Cup Qualifier 2023 und damit indirekt zum Cricket World Cup 2023 diente.

## Teilnehmer

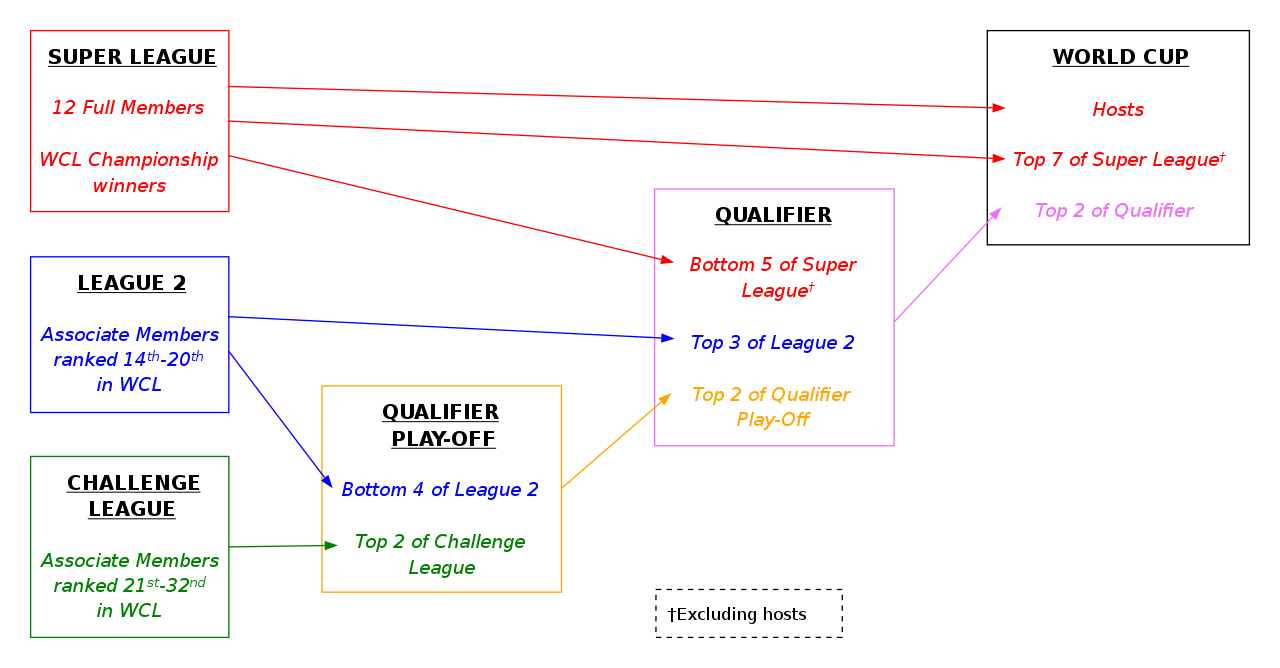
Qualifikationsweg zum ICC Cricket World Cup 2023

An dem Turnier nahmen insgesamt sechs Teams teil. Vier Mannschaften qualifizierten sich, da sie sich bei der ICC Cricket World Cup League 2 2019–2023 nicht direkt für den ICC Cricket World Cup Qualifier 2023 qualifizieren konnten.
| - Namibia - Papua-Neuguinea | - Ver. Arab. Emirate - Vereinigte Staaten |

Zwei weitere Mannschaften als Gruppensieger der ICC Cricket World Cup Challenge League 2019–2022.
| - Jersey | - Kanada |

## Format
Die sechs Mannschaften spielten in einer Gruppe in der jedes Team einmal gegen jedes andere ein Spiel bestreitet. Für einen Sieg gab es zwei Punkte, für ein Unentschieden oder No Result einen Punkt. Die besten zwei Mannschaften qualifizierten sich für den ICC Cricket World Cup Qualifier 2023. Zwischen den Vereinigten Staaten, Papua-Neuguinea, Jersey und Kanada wurde ebenfalls die Qualifikation für die nächste ICC Cricket World Cup League 2 ausgetragen. Die beiden besser qualifizierten Teams dieser Teilnehmer erhielten ODI-Status und die Qualifikation, während die anderen beiden in der kommenden ICC Cricket World Cup Challenge League spielten.

## Stadien
Die folgende Stadien wurden als Austragungsort vorgesehen
| Stadion                  | Stadt    | Kapazität |
| ------------------------ | -------- | --------- |
| Wanderers Cricket Ground | Windhoek | 7.000     |
| United Cricket Ground    | Windhoek | 3.000     |

## Kaderlisten
Die Teams gaben die folgenden Mannschaften vor dem Turnier bekannt.
| ODI | ODI | ODI | ODI | ODI | ODI |
| Kanada | Jersey | Namibia | Papua-Neuguinea | Ver. Arab. Emirate | Vereinigte Staaten |
| --- | --- | --- | --- | --- | --- |
| - Saad Bin Zafar (K) - Nikhil Dutta - Jeremy Gordon - Dilon Heyliger - Aaron Johnson - Ammar Khalid - Nicholas Kirton - Parveen Kumar - Shreyas Movva (wk) - Kaleem Sana - Pargat Singh - Ravinderpal Singh - Matthew Spoors - Harsh Thaker - Srimantha Wijeratne (wk) | - Charles Perchard (K) - Daniel Birrell - Dominic Blampied - Harrison Carlyon - Jake Dunford (wk) - Nick Greenwood - Anthony Hawkins-Kay - Jonty Jenner - Josh Lawrenson - Elliot Miles - Ben Stevens - Julius Sumerauer - Asa Tribe - Benjamin Ward | - Gerhard Erasmus (K) - Karl Birkenstock - Niko Davin - Michau du Preez - Shaun Fouché - Zane Green (wk) - Joshuan Julius - Jan Nicol Loftie-Eaton - Mauritius Ngupita - Bernard Scholtz - Ben Shikongo - Ruben Trumpelmann - Michael van Lingen - Pikky Ya France | - Assad Vala (K) - Charles Amini (VK) - Sese Bau - Kiplin Doriga (wk) - Riley Hekure - Hiri Hiri - Semo Kamea - John Kariko - Kabua Morea - Alei Nao - Chad Soper - Gaudi Toka - Tony Ura - Norman Vanua - Hila Vare (wk) | - Muhammad Waseem (K) - Vriitya Aravind - Aayan Afzal Khan - Asif Khan - Matiullah Khan - Zahoor Khan - Aryan Lakra - Karthik Meiyappan - Rohan Mustafa - Rameez Shahzad - Aryansh Sharma - Sanchit Sharma - Junaid Siddique - Ansh Tandon | - Monank Patel (K, wk) - Aaron Jones (VK) - Shayan Jahangir (wk) - Nosthush Kenjige - Ali Khan - Sushant Modani - Saiteja Mukkamalla - Saurabh Netravalkar - Nisarg Patel - Kyle Philip - Usman Rafiq - Gajanand Singh - Jasdeep Singh - Steven Taylor |

## Spiele
Tabelle
| Gruppe             | Sp. | S | N | NR | P | NRR    |
| ------------------ | --- | - | - | -- | - | ------ |
| Vereinigte Staaten | 5   | 4 | 1 | 0  | 8 | +0.810 |
| Ver. Arab. Emirate | 5   | 4 | 1 | 0  | 8 | +0.458 |
| Namibia            | 5   | 3 | 2 | 0  | 6 | +0.601 |
| Kanada             | 5   | 3 | 2 | 0  | 6 | –0.298 |
| Jersey             | 5   | 1 | 4 | 0  | 2 | –0.840 |
| Papua-Neuguinea    | 5   | 0 | 5 | 0  | 0 | –0.985 |

Spiele
| 26. März Scorecard | Windhoek (WCG) | Vereinigte Staaten 231-9 (50)          | – | Namibia 151 (41.1) |
|                    |                | Vereinigte Staaten gewinnt mit 80 Runs |   |                    |

Namibia gewann den Münzwurf und entschied sich als Feldmannschaft zu beginnen. Als Spieler des Spiels wurde Gajanand Singh ausgezeichnet.
| 27. März Scorecard | Windhoek (WCG) | Ver. Arab. Emirate 260-7 (50)                    | – | Papua-Neuguinea 239 (48.3) |
|                    |                | Vereinigte Arabische Emirate gewinnt mit 21 Runs |   |                            |

Papua-Neuguinea gewann den Münzwurf und entschied sich als Feldmannschaft zu beginnen.
| 27. März Scorecard | Windhoek (UG) | Kanada 238-8 (50)          | – | Jersey 207 (47.5) |
|                    |               | Kanada gewinnt mit 31 Runs |   |                   |

Jersey gewann den Münzwurf und entschied sich als Feldmannschaft zu beginnen. Als Spieler des Spiels wurde Nikhil Dutta ausgezeichnet.
| 29. März Scorecard | Windhoek (WCG) | Kanada 198 (49.4)          | – | Vereinigte Staaten 172 (47.3) |
|                    |                | Kanada gewinnt mit 26 Runs |   |                               |

Die Vereinigten Staaten gewannen den Münzwurf und entschieden sich als Feldmannschaft zu beginnen. Als Spieler des Spiels wurde Harsh Thaker ausgezeichnet.
| 29. März Scorecard | Windhoek (UG) | Namibia 381-8 (50)          | – | Papua-Neuguinea 333 (46.2) |
|                    |               | Namibia gewinnt mit 48 Runs |   |                            |

Papua-Neuguinea gewann den Münzwurf und entschied sich als Feldmannschaft zu beginnen. Als Spieler des Spiels wurde Gerhard Erasmus ausgezeichnet.
| 30. März Scorecard | Windhoek (WCG) | Namibia 216-2 (32.1)          | – | Jersey 213-9 (50) |
|                    |                | Namibia gewinnt mit 8 Wickets |   |                   |

Jersey gewann den Münzwurf und entschied sich als Schlagmannschaft zu beginnen. Als Spieler des Spiels wurde Michael van Lingen ausgezeichnet.
| 30. März Scorecard | Windhoek (UG) | Ver. Arab. Emirate 279-9 (50) | – | Vereinigte Staaten 281-5 (49) |
|                    |               | USA gewinnt mit 5 Wickets     |   |                               |

Die Vereinigten Arabischen Emirate gewannen den Münzwurf und entschieden sich als Schlagmannschaft zu beginnen. Als Spieler des Spiels wurde Saiteja Mukkamalla ausgezeichnet.
| 1. April Scorecard | Windhoek (WCG) | Kanada 254 (48.5)                                  | – | Ver. Arab. Emirate 255-4 (49) |
|                    |                | Vereinigte Arabische Emirate gewinnt mit 4 Wickets |   |                               |

Kanada gewann den Münzwurf und entschied sich als Schlagmannschaft zu beginnen. Als Spieler des Spiels wurde Muhammad Waseem ausgezeichnet.
| 1. April Scorecard | Windhoek (UG) | Jersey 291-4 (50)          | – | Papua-Neuguinea 280-9 (50) |
|                    |               | Jersey gewinnt mit 11 Runs |   |                            |

Jersey gewann den Münzwurf und entschied sich als Schlagmannschaft zu beginnen. Als Spieler des Spiels wurde Josh Lawrenson ausgezeichnet.
| 2. April Scorecard | Windhoek (WCG) | Vereinigte Staaten 235-7 (50)           | – | Papua-Neuguinea 118 (34.5) |
|                    |                | Vereinigte Staaten gewinnt mit 117 Runs |   |                            |

Die Vereinigten Staaten gewannen den Münzwurf und entschieden sich als Schlagmannschaft zu beginnen. Als Spieler des Spiels wurde Steven Taylor ausgezeichnet.
| 2. April Scorecard | Windhoek (UG) | Ver. Arab. Emirate 267-5 (50)                    | – | Namibia 239 (48.4) |
|                    |               | Vereinigte Arabische Emirate gewinnt mit 28 Runs |   |                    |

Namibia gewann den Münzwurf und entschied sich als Feldmannschaft zu beginnen. Als Spieler des Spiels wurde Asif Khan ausgezeichnet.
| 4. April Scorecard | Windhoek (WCG) | Namibia 267-9 (50)           | – | Kanada 156 (42.2) |
|                    |                | Namibia gewinnt mit 111 Runs |   |                   |

Namibia gewann den Münzwurf und entschied sich als Schlagmannschaft zu beginnen. Als Spieler des Spiels wurde Shaun Fouché ausgezeichnet.
| 4. April Scorecard | Windhoek (UG) | Vereinigte Staaten 231 (50)            | – | Jersey 206 (47.4) |
|                    |               | Vereinigte Staaten gewinnt mit 25 Runs |   |                   |

Jersey gewann den Münzwurf und entschied sich als Feldmannschaft zu beginnen. Als Spieler des Spiels wurde Ali Khan ausgezeichnet.
| 5. April Scorecard | Windhoek (WCG) | Ver. Arab. Emirate 284-7 (50)                    | – | Jersey 218 (44.5) |
|                    |                | Vereinigte Arabische Emirate gewinnt mit 66 Runs |   |                   |

Die Vereinigten Arabischen Emirate gewannen den Münzwurf und entschieden sich als Schlagmannschaft zu beginnen. Als Spieler des Spiels wurde Asif Khan 
| 5. April Scorecard | Windhoek (UG) | Kanada 218-8 (50)          | – | Papua-Neuguinea 128 (37) |
|                    |               | Kanada gewinnt mit 90 Runs |   |                          |

Kanada gewann den Münzwurf und entschied sich als Schlagmannschaft zu beginnen. Als Spieler des Spiels wurde Jeremy Gordon ausgezeichnet. Damit qualifizierte sich Kanada für die kommende ICC Cricket World Cup League 2 und erhielt ODI-Status, während Papua-Neuguinea in die ICC Cricket World Cup Challenge League abstieg und seinen Status verlor.